# Bibliotheek aan den IJssel

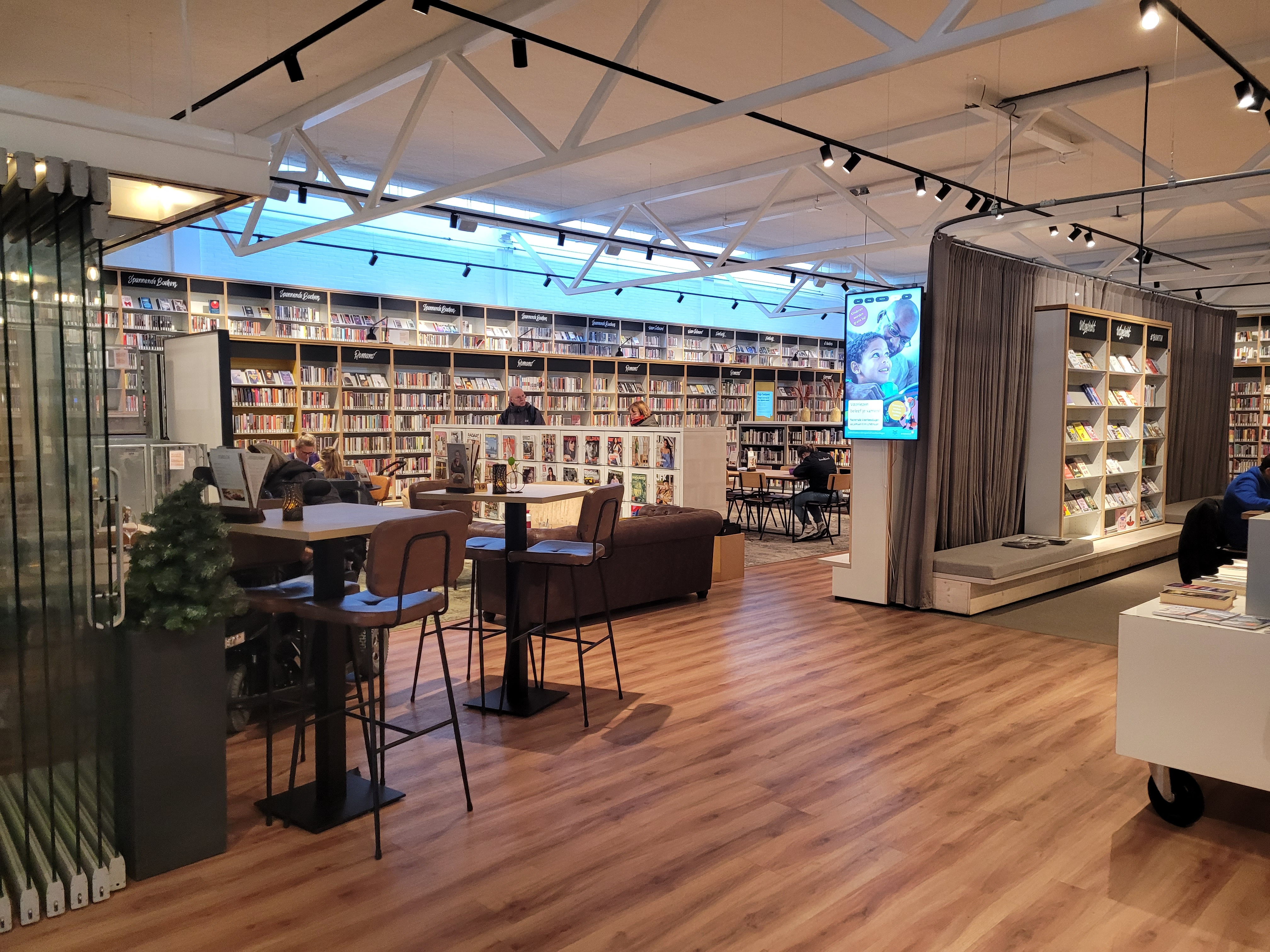
Interieur van de Capelse vestiging

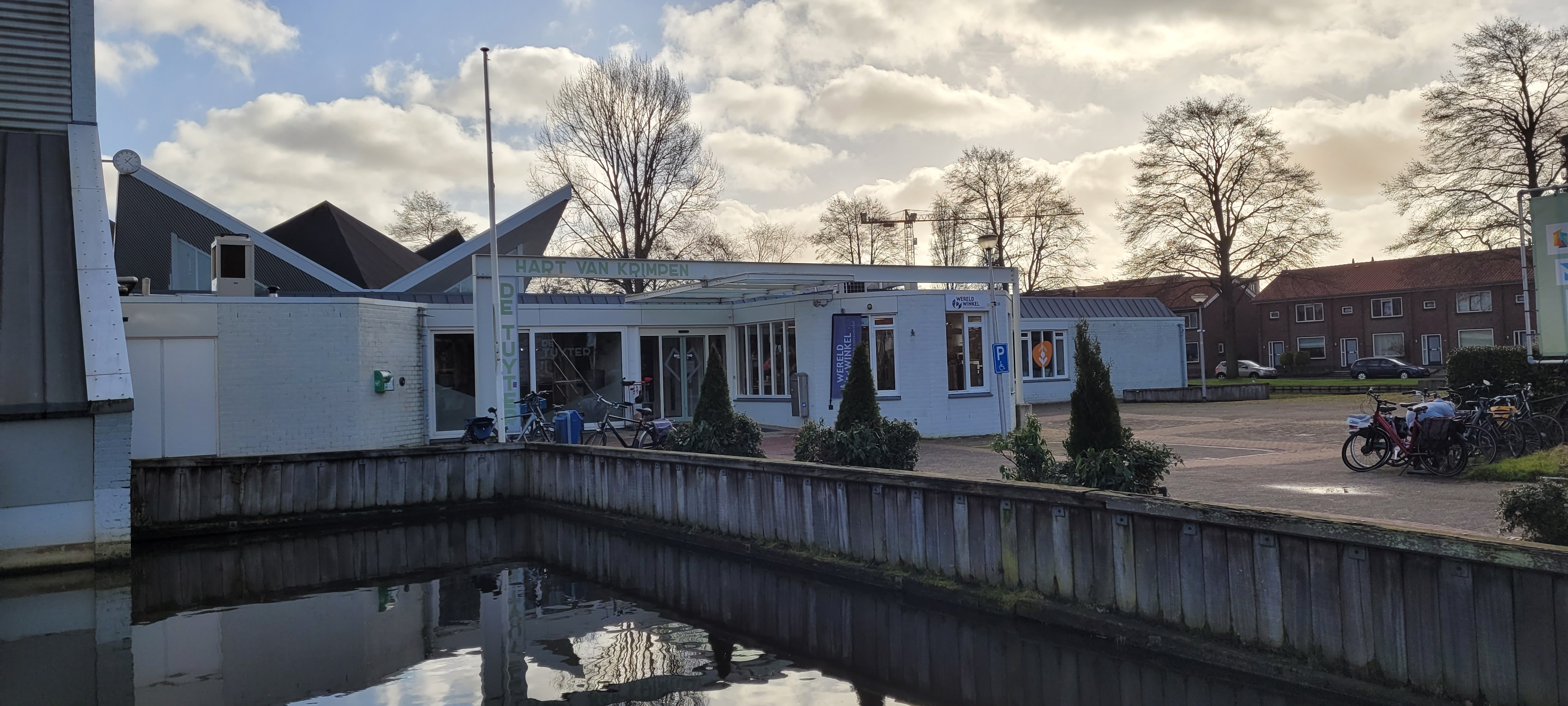
Cultureel centrum De Tuyter, locatie van de Krimpense vestiging

De Bibliotheek aan den IJssel is de openbare bibliotheek van Capelle aan den IJssel en Krimpen aan den IJssel.
De bibliotheek heeft twee centrale locaties aan het Stadsplein in Capelle aan den IJssel en aan de Nachtegaalstraat in Krimpen aan den IJssel.
Daarnaast is er een kinderbibliotheek in de Capelse wijk 's-Gravenland en een haal- en brengpunt in de wijk Schollevaar.